# Annette Volkamer
Annette Volkamer (* in Freiburg im Breisgau) ist eine deutsche Pianistin.

## Leben und Wirken
Volkamer erhielt mit fünf Jahren ersten Klavierunterricht bei ihrer Mutter, der Konzertpianistin Helga Volkamer-Gutwill. Im Alter von sieben lernte sie zusätzlich Geige; als Jugendliche musizierte sie als Geigerin im Landesjugendorchester Rheinland-Pfalz. Sie studierte an der Hochschule für Musik und Darstellende Kunst Mannheim bei Paul Dan und Robert Benz sowie an der Universität für Musik und darstellende Kunst Wien bei Hans Petermandl und an der Juilliard School of Music in New York City bei Martin Canin. Daneben besuchte sie Meisterkurse unter anderem bei Karl-Heinz Kämmerling, Rudolf Kehrer, Michael Ponti, Jewgeni Malinin, Pavel Gililov und Hans Leygraf. 1998 gewann sie die erste Medaille beim Internationalen Klavierwettbewerb Maria Canals de Barcelona.
Volkamer wirkte bei Rundfunkaufnahmen des WDR und des SWR mit und arbeitete mit Orchestern wie den Berliner Symphonikern, der Staatsphilharmonie Rheinland-Pfalz, der Staatsphilharmonie Krakau, der Philharmonia Hungarica und den I Solisti di Praha. Als Solistin trat sie unter anderem im Prinzregententheater München, im Konzerthaus Berlin, im Festspielhaus Luzern, im Athenäum Bukarest und der Staatsoper Krakau auf. Mit dem Schauspieler Charles Brauer gestaltete sie die Soiree Beethoven und die Frauen; weiterhin trat sie mit den Schauspielern Friedrich von Thun („Weihnachten bei den Buddenbrooks“) und Rolf Hoppe auf.
Seit 2000 wirkte Volkamer als Lehrbeauftragte für Klavier an der Hochschule für Musik und Darstellende Kunst Mannheim, seit 2009 lehrt sie im Bereich Klavier für Schulmusik.

## Konzertkritiken
„Kraftvoll, unverzärtelt, schnörkellos bewältigte Annette Volkamer als ideale Tastenpartnerin des Kapellmeisters den Solopart des vierten Klavierkonzerts. Beide faßten es als Abbild einer zerklüfteten Seelenlandschaft, als aufregend moderne, bahnbrechend antithetische Komposition: kein Kontrast, der geglättet war, jede Synkope, jedes Sforzato wurde kompromißlos ausgekostet, abrupt wechselten die Stimmungen.“

„Die Pianistin Annette Volkamer präsentierte in Springe einen meist handfest-stürmischen Komponisten mit gefühlvoll zarten Anklängen. Den Menschen hinter der Musik machten die vorgetragenen Texte sichtbar.“

## Veröffentlichungen
- CD: Leopold Kozeluch – Musik in seltener Solobesetzung RBM (RBM 463 076)